# Effectifs de la Coupe du monde de rugby à XIII 2021
 (mars 2025).
Cet article présente les effectifs de la Coupe du monde de rugby à XIII 2021 des seize sélections qui disputent la compétition en Angleterre en 2022. Chaque équipe donne initialement une liste de vingt-quatre joueurs.
Il faut noter que des clubs fournissent des contingents importants aux sélections nationales, c'est le cas du club australien de Penrith et du club français des Dragons Catalans.

## Poule A

### Angleterre
La liste est dévoilée le 30 septembre 2022.
Entraîneur:  Shaun Wane
| Joueur               | Matchs | Points | Club                          |
| -------------------- | ------ | ------ | ----------------------------- |
| Sam Tomkins          | 1      | 0      | Dragons Catalans              |
| Andrew Ackers (en)   | 0      | 0      | Salford Red Devils            |
| Joe Batchelor (en)   | 0      | 0      | St Helens RLFC                |
| John Bateman         | 0      | 0      | Wigan Warriors                |
| Thomas Burgess       | 1      | 4      | South Sydney Rabbitohs        |
| Michael Cooper       | 1      | 0      | Wigan Warriors                |
| Herbie Farnworth     | 1      | 0      | Brisbane Broncos              |
| Ryan Hall            | 0      | 0      | Hull KR                       |
| Christopher Hill     | 1      | 0      | Huddersfield Giants           |
| Morgan Knowles       | 1      | 0      | St Helens RLFC                |
| Matthew Lees         | 1      | 0      | St Helens RLFC                |
| Thomas Makinson      | 1      | 24     | St Helens RLFC                |
| Michael McIlorum     | 1      | 0      | Dragons Catalans              |
| Michael McMeeken     | 1      | 0      | Dragons Catalans              |
| Mikolaj Oledzki      | 0      | 0      | Leeds Rhinos                  |
| Kai Pearce-Paul (en) | 0      | 0      | Wigan Warriors                |
| Victor Radley        | 1      | 0      | Sydney Roosters               |
| Marc Sneyd           | 0      | 0      | Salford Red Devils            |
| Luke Thompson        | 1      | 0      | Canterbury-Bankstown Bulldogs |
| Kallum Watkins       | 1      | 4      | Salford Red Devils            |
| Jack Welsby          | 1      | 4      | St Helens RLFC                |
| Elliot Whitehead     | 1      | 8      | Canberra Raiders              |
| George Williams      | 1      | 4      | Warrington Wolves             |
| Dominic Young        | 1      | 8      | Newcastle Knights             |

### Samoa
La liste est dévoilée le 27 septembre 2022.
Entraîneur:  Matt Parish
| Joueur                  | Matchs | Points | Club                         |
| ----------------------- | ------ | ------ | ---------------------------- |
| Josh Aloiai (en)        | 0      | 0      | Manly-Warringah Sea Eagles   |
| Fa'amanu Brown (en)     | 0      | 0      | Wests Tigers                 |
| Stephen Crichton        | 0      | 0      | Penrith Panthers             |
| Mat Feagai (en)         | 0      | 0      | St. George Illawarra Dragons |
| Braden Hamlin-Uele (en) | 0      | 0      | Cronulla-Sutherland Sharks   |
| Chanel Harris-Tavita    | 0      | 0      | New Zealand Warriors         |
| Royce Hunt              | 0      | 0      | Cronulla-Sutherland Sharks   |
| Oregon Kaufusi          | 0      | 0      | Parramatta Eels              |
| Luciano Leilua (en)     | 0      | 0      | North Queensland Cowboys     |
| Spencer Leniu           | 0      | 0      | Penrith Panthers             |
| Danny Levi              | 0      | 0      | Huddersfield Giants          |
| Jarome Luai             | 0      | 0      | Penrith Panthers             |
| Taylan May              | 0      | 0      | Penrith Panthers             |
| Tyrone May              | 0      | 0      | Dragons Catalans             |
| Anthony Milford         | 0      | 0      | Newcastle Knights            |
| Josh Papali'i           | 0      | 0      | Canberra Raiders             |
| Junior Paulo            | 0      | 0      | Parramatta Eels              |
| Jaydn Su'a              | 0      | 0      | St. George Illawarra Dragons |
| Joseph Sua'ali'i        | 0      | 0      | Sydney Roosters              |
| Hamiso Tabuai-Fidow     | 0      | 0      | North Queensland Cowboys     |
| Izack Tago (en)         | 0      | 0      | Penrith Panthers             |
| Martin Taupau           | 0      | 0      | Manly-Warringah Sea Eagles   |
| Brian To'o              | 0      | 0      | Penrith Panthers             |
| Kelma Tuilagi           | 0      | 0      | Wests Tigers                 |

### Grèce
La liste est dévoilée le 14 septembre 2022.
Entraîneur:  Steve Georgallis
| Joueur                         | Matchs | Points | Club                          |
| ------------------------------ | ------ | ------ | ----------------------------- |
| Stefanos Bastas (en)           | 0      | 0      | Rhodes Knights                |
| Nikolaos Bosmos (en)           | 0      | 0      | Rhodes Knights                |
| Terry Constantinou (en)        | 0      | 0      | Sunbury Tigers                |
| Aris Dardamanis (en)           | 0      | 0      | Aris Eagles                   |
| Nick Flocas (en)               | 0      | 0      | Ipswich Jets                  |
| Myles Gal (en)                 | 0      | 0      | Central Queensland Capras     |
| Lachlan Ilias (en)             | 0      | 0      | South Sydney Rabbitohs        |
| Jake Kambos (en)               | 0      | 0      | Western Suburbs Magpies       |
| Konstantinos Katsidonis (en)   | 0      | 0      | Rhodes Knights                |
| Grigoris Koutsimpogiorgos (en) | 0      | 0      | Aris Eagles                   |
| Billy Magoulias (en)           | 0      | 0      | Newtown Jets                  |
| Peter Mamouzelos (en)          | 0      | 0      | South Sydney Rabbitohs        |
| Jordan Meads (en)              | 0      | 0      | Sunshine Coast                |
| John Mitsias (en)              | 0      | 0      | Western Suburbs Magpies       |
| Nick Mougios (en)              | 0      | 0      | South Sydney Rabbitohs        |
| Thodoris Nianiakas (en)        | 0      | 0      | Aris Eagles                   |
| Ioannis Nake (en)              | 0      | 0      | Attica Rhinos                 |
| Chaise Robinson (en)           | 0      | 0      | South Sydney Rabbitohs        |
| Ioannis Rousoglou (en)         | 0      | 0      | Aris Eagles                   |
| Sebastian Sell (en)            | 0      | 0      | Mittagong Lions               |
| Liam Liam Sue-Tin (en)         | 0      | 0      | Sans club                     |
| Billy Tsikrikas (en)           | 0      | 0      | Canterbury-Bankstown Bulldogs |
| Rob Tuliatu (en)               | 0      | 0      | London Broncos                |
| Adam Vrahnos (en)              | 0      | 0      | London Broncos                |
| Mitchell Zampetides (en)       | 0      | 0      | Western Suburbs Magpies       |

### France
La liste est dévoilée le 24 septembre 2022.
Entraîneur:  Laurent Frayssinous
| Joueur            | Matchs | Points | Club             |
| ----------------- | ------ | ------ | ---------------- |
| Lambert Belmas    | 2      | 0      | Toulouse         |
| Alrix Da Costa    | 3      | 0      | Dragons Catalans |
| Jordan Dezaria    | 3      | 4      | Dragons Catalans |
| Morgan Escaré     | 2      | 0      | Salford          |
| Benjamin Garcia   | 3      | 0      | Dragons Catalans |
| Tony Gigot        | 3      | 4      | Toulouse         |
| Mickaël Goudemand | 3      | 0      | Dragons Catalans |
| Louis Jouffret    | 0      | 0      | Halifax          |
| Benjamin Jullien  | 3      | 8      | Dragons Catalans |
| Matthieu Laguerre | 3      | 0      | Dragons Catalans |
| Samisoni Langi    | 3      | 0      | Toulouse         |
| Corentin Le Cam   | 2      | 0      | Dragons Catalans |
| Paul Marcon       | 0      | 0      | Toulouse         |
| Anthony Marion    | 0      | 0      | Toulouse         |
| Arthur Mourgue    | 3      | 28     | Dragons Catalans |
| Éloi Pélissier    | 3      | 4      | Toulouse         |
| Maxime Puech      | 1      | 0      | Albi             |
| Arthur Romano     | 3      | 4      | Dragons Catalans |
| César Rougé       | 1      | 0      | Dragons Catalans |
| Justin Sangaré    | 3      | 0      | Toulouse         |
| Paul Séguier      | 3      | 0      | Dragons Catalans |
| Gadwin Springer   | 2      | 0      | Featherstone     |
| Maxime Stefani    | 0      | 0      | Toulouse         |
| Fouad Yaha        | 2      | 4      | Dragons Catalans |

## Poule B

### Australie
Entraîneur:  Mal Meninga
| Joueur                  | Matchs | Points | Club                          |
| ----------------------- | ------ | ------ | ----------------------------- |
| Josh Addo-Carr          | 0      | 0      | Canterbury-Bankstown Bulldogs |
| Matt Burton             | 0      | 0      | Canterbury-Bankstown Bulldogs |
| Reagan Campbell-Gillard | 0      | 0      | Parramatta Eels               |
| Patrick Carrigan        | 0      | 0      | Brisbane Broncos              |
| Daly Cherry-Evans       | 0      | 0      | Manly-Warringah Sea Eagles    |
| Nathan Cleary           | 0      | 0      | Penrith Panthers              |
| Lindsay Collins         | 0      | 0      | Sydney Roosters               |
| Reuben Cotter           | 0      | 0      | North Queensland Cowboys      |
| Angus Crichton          | 0      | 0      | Sydney Roosters               |
| Tino Fa'asuamaleaui     | 0      | 0      | Gold Coast Titans             |
| Campbell Graham         | 0      | 0      | South Sydney Rabbitohs        |
| Harry Grant             | 0      | 0      | Melbourne Storm               |
| Valentine Holmes        | 0      | 0      | North Queensland Cowboys      |
| Benjamin Hunt           | 0      | 0      | St. George Illawarra Dragons  |
| Liam Martin             | 0      | 0      | Penrith Panthers              |
| Latrell Mitchell        | 0      | 0      | South Sydney Rabbitohs        |
| Cameron Munster         | 0      | 0      | Melbourne Storm               |
| Cameron Murray          | 0      | 0      | South Sydney Rabbitohs        |
| Jeremiah Nanai          | 0      | 0      | North Queensland Cowboys      |
| Murray Taulagi          | 0      | 0      | North Queensland Cowboys      |
| James Tedesco           | 0      | 0      | Sydney Roosters               |
| Jake Trbojevic          | 0      | 0      | Manly-Warringah Sea Eagles    |
| Jack Wighton            | 0      | 0      | Canberra Raiders              |
| Isaah Yeo               | 0      | 0      | Penrith Panthers              |

### Fidji
Entraîneur:  Joe Dakuitoga
| Joueur                        | Matchs | Points | Club                          |
| ----------------------------- | ------ | ------ | ----------------------------- |
| Jowasa Drodrolagi             | 0      | 0      | AS Carcassonne XIII           |
| Tui Kamikamica (en)           | 0      | 0      | Melbourne Storm               |
| Vuate Karawalevu (en)         | 0      | 0      | Sydney Roosters               |
| Viliame Kikau                 | 0      | 0      | Penrith Panthers              |
| Apisai Kooisau (en)           | 0      | 0      | Penrith Panthers              |
| Isaac Lumelume (en)           | 0      | 0      | Canterbury-Bankstown Bulldogs |
| Pio Maisamoa Seci (en)        | 0      | 0      | Manly-Warringah Sea Eagles    |
| Lamar Manuel-Liolevave (en)   | 0      | 0      | Tweed Heads Seagulls          |
| Netane Masima (en)            | 0      | 0      | Wests Magpies                 |
| Kaylen Miller (en)            | 0      | 0      | Mount Pritchard Mounties      |
| Stiveni Moceidreke (en)       | 0      | 0      | London Broncos                |
| Kevin Naiqama                 | 0      | 0      | Wests Tigers                  |
| Benjamin Nakubuwai (en)       | 0      | 0      | Leigh Centurions              |
| Henry Raiwalui (en)           | 0      | 0      | Mount Pritchard Mounties      |
| Joseph Ratuvakacereivalu (en) | 0      | 0      | Redcliffe Dolphins            |
| Mikaele Ravalawa (en)         | 0      | 0      | St. George Illawarra Dragons  |
| Taniela Sadrugu (en)          | 0      | 0      | North Queensland Cowboys      |
| Maika Sivo                    | 0      | 0      | Parramatta Eels               |
| Penioni Tagituimua (en)       | 0      | 0      | Canterbury-Bankstown Bulldogs |
| Sunia Turuva (en)             | 0      | 0      | Penrith Panthers              |
| Semi Valemei (en)             | 0      | 0      | Canberra Raiders              |
| King Vuniyayawa (en)          | 0      | 0      | Salford Red Devils            |
| Brandon Wakeham (en)          | 0      | 0      | Canterbury-Bankstown Bulldogs |
| Josh Wong (en)                | 0      | 0      | Sydney Roosters               |

### Italie
La liste est annoncée le 30 septembre 2022.
Entraîneur:  Leo Epifania
| Joueur                   | Matchs | Points | Club                         |
| ------------------------ | ------ | ------ | ---------------------------- |
| Daniel Atkinson (en)     | 3      | 0      | Sunshine Coast Falcons       |
| Giordano Arena (en)      | 0      | 0      | Catania Bulls                |
| Simone Boscolo (en)      | 0      | 0      | Salon-de-Provence            |
| Nathan Brown             | 3      | 0      | Parramatta Eels              |
| Jack Campagnolo (en)     | 3      | 10     | South Sydney Rabbitohs       |
| Gieole Celerino (en)     | 2      | 0      | Saint-Gaudens                |
| Jack Colovatti (en)      | 3      | 0      | Parramatta Eels              |
| Luke Hodge (en)          | 2      | 0      | Blacktown Workers Sea Eagles |
| Anton Iaria (en)         | 3      | 0      | Barrow Raiders               |
| Ryan King (en)           | 2      | 0      | Whitehaven RLFC              |
| Richard Lepori (en)      | 2      | 0      | Swinton Lions                |
| Jake Maizen (en)         | 3      | 16     | Sunshine Coast Falcons       |
| Luca Moretti (en)        | 3      | 0      | Parramatta Eels              |
| Ethan Natoli (en)        | 3      | 0      | Newtown Jets                 |
| Ippolito Occhialini (en) | 0      | 0      | Lignano Sharks               |
| Rinaldo Palumbo (en)     | 1      | 4      | London Broncos               |
| Dean Parata (en)         | 3      | 4      | London Broncos               |
| Kyle Pickering (en)      | 1      | 0      | Cronulla-Sutherland Sharks   |
| Luke Polselli (en)       | 3      | 0      | Sunshine Coast Falcons       |
| Radean Robinson          | 3      | 0      | Central Queensland Capras    |
| Brendan Santi (en)       | 3      | 16     | Keighley Cougars             |
| Alec Susino (en)         | 2      | 0      | Penrith Panthers             |
| Nicholas Tilburg (en)    | 0      | 0      | Wentworthville Magpies       |
| Joey Tramontana (en)     | 3      | 0      | Blacktown Workers Sea Eagles |

### Écosse
La liste est annoncée le 28 septembre 2022.
Entraîneur:  Nathan Graham
| Joueur                  | Matchs | Points | Club                          |
| ----------------------- | ------ | ------ | ----------------------------- |
| Euan Aitken (en)        | 0      | 0      | New Zealand Warriors          |
| Luke Bain (en)          | 0      | 0      | Parramatta Eels               |
| Logan Bayliss-Brow (en) | 0      | 0      | Brisbane Broncos              |
| James Bell (en)         | 0      | 0      | St Helens RLFC                |
| Ryan Brierley (en)      | 0      | 0      | Salford Red Devils            |
| Kieran Buchanan (en)    | 0      | 0      | Batley Bulldogs               |
| Lewis Clarke (en)       | 0      | 0      | Edinburgh Eagles              |
| Davey Dixon (en)        | 0      | 0      | Dewsbury Rams                 |
| Charlie Emslie (en)     | 0      | 0      | Barrow Raiders                |
| Dale Ferguson (en)      | 0      | 0      | Dewsbury Rams                 |
| Calum Gahan (en)        | 0      | 0      | London Broncos                |
| Guy Graham (en)         | 0      | 0      | Whitehaven RLFC               |
| Bailey Hayward (en)     | 0      | 0      | Canterbury-Bankstown Bulldogs |
| Ben Hellewell (en)      | 0      | 0      | Featherstone Rovers           |
| Liam Hood (en)          | 0      | 0      | Wakefield Trinity Wildcats    |
| Kane Linnett            | 0      | 0      | Hull KR                       |
| Bayley Liu (en)         | 0      | 0      | Sheffield Eagles              |
| Sam Luckey (en)         | 0      | 0      | Salford Red Devils            |
| Matty Russell           | 0      | 0      | Toulouse Olympique XIII       |
| Kyle Schneider (en)     | 0      | 0      | Mackay Cutters                |
| Jack Teanby (en)        | 0      | 0      | York City Knights             |
| Shane Toal (en)         | 0      | 0      | Barrow Raiders                |
| Alex Walker (en)        | 0      | 0      | London Broncos                |
| Lachlan Walmsley (en)   | 0      | 0      | Halifax Panthers              |

## Poule C

### Nouvelle-Zélande
Entraîneur:  Michael Maguire
| Joueur                    | Matchs | Points | Club                          |
| ------------------------- | ------ | ------ | ----------------------------- |
| Nelson Asofa-Solomona     | 0      | 0      | Melbourne Storm               |
| Jesse Bromwich            | 0      | 0      | Melbourne Storm               |
| Kenny Bromwich            | 0      | 0      | Melbourne Storm               |
| Dylan Brown               | 0      | 0      | Parramatta Eels               |
| James Fisher-Harris       | 0      | 0      | Penrith Panthers              |
| Kieran Foran              | 0      | 0      | Manly-Warringah Sea Eagles    |
| Pita Hiku (en)            | 0      | 0      | North Queensland Cowboys      |
| Jahrome Hughes            | 0      | 0      | Melbourne Storm               |
| Sebastian Kris (en)       | 0      | 0      | Canberra Raiders              |
| Moses Leota (en)          | 0      | 0      | Penrith Panthers              |
| Isaac Liu                 | 0      | 0      | Gold Coast Titans             |
| Joey Manu (en)            | 0      | 0      | Sydney Roosters               |
| Jeremy Marshall-King (en) | 0      | 0      | Canterbury-Bankstown Bulldogs |
| Ronaldo Mulitalo (en)     | 0      | 0      | Cronulla-Sutherland Sharks    |
| Charnze Nicoll-Klokstad   | 0      | 0      | Canberra Raiders              |
| Briton Nikora             | 0      | 0      | Cronulla-Sutherland Sharks    |
| Marata Niukore (en)       | 0      | 0      | Parramatta Eels               |
| Isaiah Papali'i (en)      | 0      | 0      | Parramatta Eels               |
| Jordan Rapana             | 0      | 0      | Canberra Raiders              |
| Brandon Smith             | 0      | 0      | Sydney Roosters               |
| Scott Sorensen (en)       | 0      | 0      | Penrith Panthers              |
| Joseph Tapine             | 0      | 0      | Canberra Raiders              |
| Jared Waerea-Hargreaves   | 0      | 0      | Sydney Roosters               |
| Dallin Watene-Zelezniak   | 0      | 0      | New Zealand Warriors          |

### Irlande
Entraîneur:  Ged Corcoran
| Joueur               | Matchs | Points | Club                          |
| -------------------- | ------ | ------ | ----------------------------- |
| James Bentley        | 0      | 0      | Leeds Rhinos                  |
| Keanan Brand (en)    | 0      | 0      | Leigh Centurions              |
| Liam Byrne (en)      | 0      | 0      | Wigan Warriors                |
| Ed Chamberlain (en)  | 0      | 0      | Leigh Centurions              |
| Josh Cook (en)       | 0      | 0      | Canterbury-Bankstown Bulldogs |
| Frankie Halton (en)  | 0      | 0      | Hull KR                       |
| James Hasson (en)    | 0      | 0      | South Sydney Rabbitohs        |
| Jaimin Jolliffe (en) | 0      | 0      | Gold Coast Titans             |
| Luke Keary           | 0      | 0      | Sydney Roosters               |
| Joe Keyes (en)       | 0      | 0      | Halifax Panthers              |
| Toby King            | 0      | 0      | Wigan Warriors                |
| George King (en)     | 0      | 0      | Hull KR                       |
| Ben Mathiou (en)     | 0      | 0      | Featherstone Rovers           |
| James McDonnell      | 0      | 0      | Wigan Warriors                |
| Ronan Michael (en)   | 0      | 0      | York City Knights             |
| Robbie Mulhern (en)  | 0      | 0      | Warrington Wolves             |
| Richard Myler        | 0      | 0      | Warrington Wolves             |
| Dan Norman (en)      | 0      | 0      | St Helens RLFC                |
| Khalil O'Hagan (en)  | 0      | 0      | York City Knights             |
| Henry O'Kane (en)    | 0      | 0      | Wests Tigers                  |
| Harry Rushton (en)   | 0      | 0      | Canberra Raiders              |
| Innes Senior (en)    | 0      | 0      | Huddersfield Giants           |
| Louis Senior (en)    | 0      | 0      | Hull KR                       |
| Michael Ward (en)    | 0      | 0      | Batley Bulldogs               |

### Liban
Entraîneur:  Michael Cheika
| Joueur                | Matchs | Points | Club                          |
| --------------------- | ------ | ------ | ----------------------------- |
| Jalal Bazzaz (en)     | 0      | 0      | Wests Illawarra               |
| Adam Doueihi          | 0      | 0      | Wests Tigers                  |
| Hanna El-Nachar (en)  | 0      | 0      | Penrith Panthers              |
| Toufic El-Hadj (en)   | 0      | 0      | American University of Beirut |
| Elie El-Zakhem (en)   | 0      | 0      | Parramatta Eels               |
| Atef Hamdan (en)      | 0      | 0      | Wolves                        |
| Kayne Kalache (en)    | 0      | 0      | Newtown Jets                  |
| Andrew Kazzi (en)     | 0      | 0      | Western Suburbs Magpies       |
| Jacob Kiraz (en)      | 0      | 0      | Canterbury Bulldogs           |
| Bilaal Maarbani (en)  | 0      | 0      | Blacktown Workers Sea Eagles  |
| Anthony Layoun (en)   | 0      | 0      | St Marys Saints               |
| Josh Mansour          | 0      | 0      | South Sydney Rabbitohs        |
| Josh Maree (en)       | 0      | 0      | Wentworthville United         |
| Tony Maroun (en)      | 0      | 0      | Ryde-Eastwood Hawks           |
| Abbas Miski (en)      | 0      | 0      | Wigan Warriors                |
| Brad Morkos (en)      | 0      | 0      | Canberra Raiders              |
| Mitchell Moses        | 0      | 0      | Parramatta Eels               |
| Jaxson Rahme (en)     | 0      | 0      | South Sydney Rabbitohs        |
| Khalil Rahme (en)     | 0      | 0      | Mt Pritchard Mounties         |
| Khaled Rajab (en)     | 0      | 0      | Canterbury Bulldogs           |
| Reece Robinson        | 0      | 0      | Sans club                     |
| James Roumanos (en)   | 0      | 0      | Manly-Warringah Sea Eagles    |
| Mikey Tannous (en)    | 0      | 0      | Wests Tigers                  |
| Charbel Tasipale (en) | 0      | 0      | Newtown Jets                  |